# 1969 w nauce

## Nauki przyrodnicze i ścisłe

### Astronomia
- W American Astronomical Society powstają oddziały: Division on Dynamical Astronomy, High Energy Astrophysics Division i Solar Physics Division.
- Eugene Parker – Nagroda Henry Norris Russell Lectureship przyznawana przez American Astronomical Society.

## Nagrody Nobla
- Fizyka – Murray Gell-Mann
- Chemia – Derek Harold Richard Barton, Odd Hassel
- Medycyna – Max Delbrück, Alfred Day Hershey, Salvador Luria